# (6187) Kagura
(6187) Kagura ist ein Asteroid des Hauptgürtels, der am 2. September 1988 vom belgischen Astronomen Henri Debehogne am La-Silla-Observatorium (IAU-Code 809) der Europäischen Südsternwarte in Chile entdeckt wurde.
Der Himmelskörper gehört zur Themis-Familie, einer Gruppe von Asteroiden, die nach (24) Themis benannt wurde.
Der Asteroid wurde am 12. Januar 2017 nach den Aufführungen uralter Tänze und Musik im Shintō namens Kagura benannt, die traditionell seit der Muromachi-Zeit an Shintō-Schreinen von Miko, weiblichen Schrein-Bediensteten dargeboten werden.